# خرابکارهای سئول
خرابکارهای سئول (انگلیسی: Seoul Busters؛ کره‌ای: 강매강) یک مجموعه تلویزیونی محصول کره جنوبی به نویسندگی لی یونگ چول و لی کوانگ جه، به کارگردانی آن جونگ یون و شین جونگ هون و با بازی کیم دونگ ووک، پارک جی هوان، سو هیون وو، پارک سه وان و لی سونگ وو است. این مجموعه از ۱۱ سپتامبر تا ۳۰ اکتبر ۲۰۲۴ از دیزنی پلاس پخش شد.

## بازیگران

### اصلی
- کیم دونگ ووک در نقش دونگ‌بانگ یو بین[۱]
- پارک جی هوان در نقش مو جونگ ریوک[۱]
- سو هیون وو در نقش جونگ جونگ هوان[۱]
- پارک سه وان در نقش سو مین سو[۱]
- لی سونگ وو در نقش جانگ تان شیک[۱]

### مکمل
- سون اون سو در نقش جانگ اون کیونگ[۲]
- چوی کوانگ ایل در نقش رئیس پلیس[۳]